# Blankman
Blankman (Brasil: Blankman - Um Super-Herói Muito Atrapalhado ) é um filme estadunidense de 1993, uma comédia paródia de super-heróis, dirigida por Mike Binder e estrelada por Damon Wayans e David Alan Grier, que também participaram da série In Living Color (1990 - 1994).

## Sinopse
Darryl Walker (interpretado por Damon Wayans) descobre por acidente que inventou um líquido capaz de tornar roupas ou objetos praticamente indestrutíveis.
Após o assassinato de sua avó, ele sai em busca do assassino e de todos que cometam crimes como o Blankman. E com essa ideia em mente ele logo arruma ajudantes, como a reporter Kimberly Jonz (Robin Givens) e seu irmão Kevin Walker, o Outro Cara (David Alan Grier), tudo com a ajuda da sua exótica máquina de lavar.

## Elenco
- Damon Wayans - Blankman / Darryl Walker
- David Alan Grier - Other Guy / Kevin Walker
- Jon Polito - Michael "The Suit" Minelli
- Robin Givens - Kimberly Jonz
- Jason Alexander - Sr. Stone
- Lynne Thigpen - Vovó Walker
- Christopher Lawford - Mayor Marvin Harris
- Nick Corello - Sammy the Blade
- Harris Peet - Comissionário Gains
- Michael Wayans - Darryl pequeno
- Damon Wayans, Jr. - Kevin pequeno
- Tony Cox - Midget Man
- Arsenio Hall - ele mesmo